# Le smoking

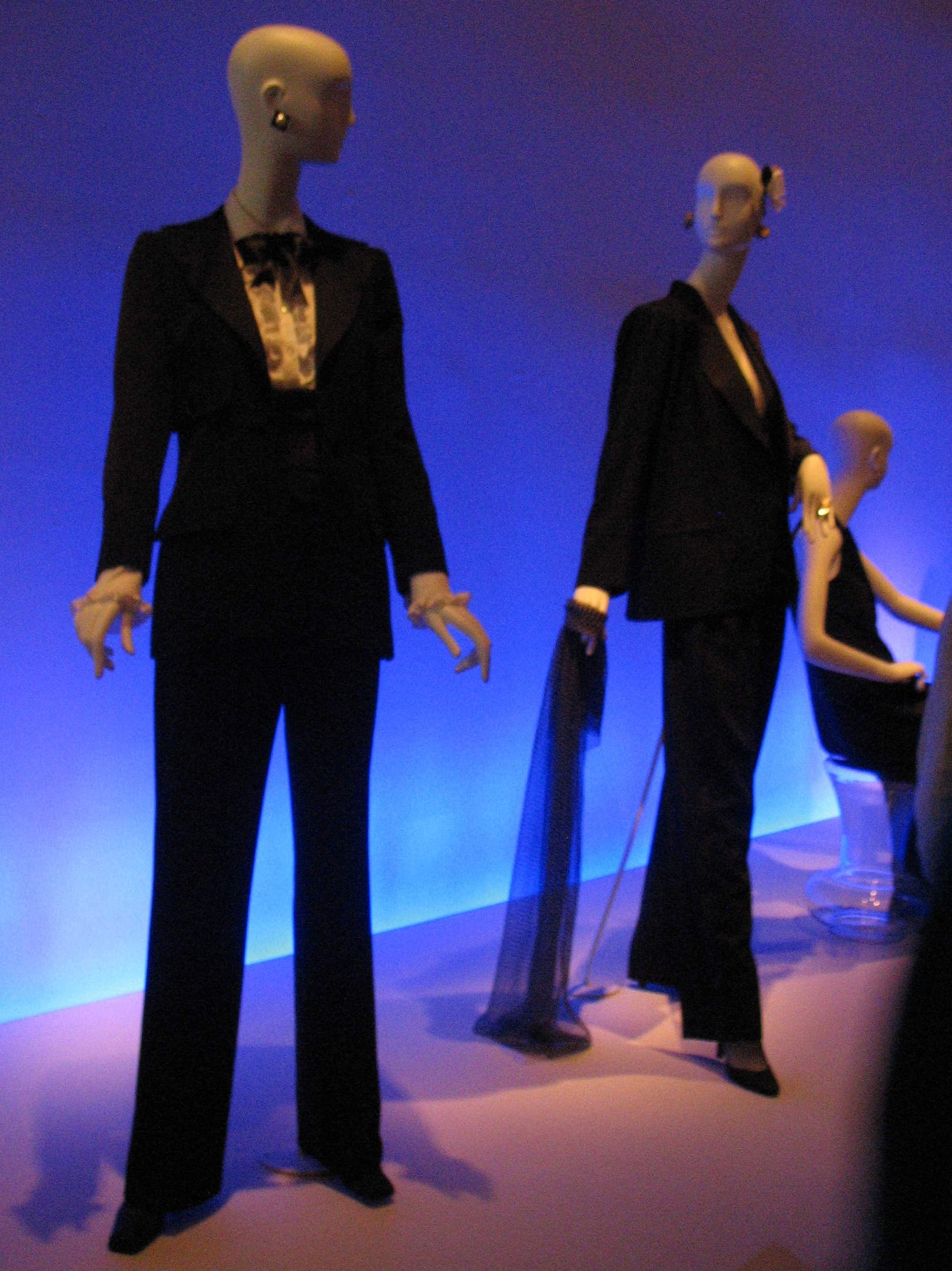
Smoking Yves Saint Laurent au De Young Museum de San Francisco.

Pour les articles homonymes, voir Smoking.
Ne doit pas être confondu avec Le Smoking sorti en 2002.
Le smoking, souvent orthographié Le Smoking avec majuscules, est le nom par lequel les Américains ont désigné l'adaptation par Yves Saint Laurent du smoking masculin pour les femmes. Ce vêtement, présenté lors de la collection automne-hiver de 1966, a provoqué de vives réactions avant de devenir un classique du vestiaire féminin et une pièce emblématique pour le couturier.

## Histoire
Alors que, dans les années 1960, pour les soirées il sied pour les femmes de porter une robe longue et pour les hommes un habit ou un smoking, Yves Saint Laurent bouleverse ces codes en adaptant le pantalon pour les femmes, ainsi que ce vêtement masculin pour sa clientèle féminine. Le premier modèle du smoking pour femme, créé sur Danielle Luquet de Saint Germain, est présenté, en deux versions, dans la collection automne-hiver 1966-67, comportant « un pantalon droit, une chemise en organdi blanc à jabot, un nœud lavallière, une ceinture de satin et une veste longue féminisée par une coupe ajustée » avec quatre poches boutonnées. Le couturier met le jabot à la place du col de chemise masculine, et un ruban de soie en remplacement du nœud papillon. 
Les réactions sont contrastées, l'accueil de la presse est très critique au départ ; le public assistant à la présentation reste de marbre et certaines clientes sont consternées. Un seul exemplaire est vendu à la suite du défilé. Ces années-là, les femmes n'ont pas le droit d'aller au travail en pantalon et il reste inconcevable pour une cliente de haute couture de sortir le soir autrement qu'en robe longue. Malgré tout, quelques rares titres de presse remarquent le modèle : La « bible » WWD l’appelle le « costume pantalon » et décrit Yves Saint Laurent comme un « lanceur de bombes le plus élégant du monde de la mode ». L'été passé, le couturier ouvre sa boutique de prêt-à-porter Saint Laurent rive gauche. Le Smoking, qui jusque là n'a pas fait grand bruit en haute-couture, se vend 680 francs et se répand chez les femmes en vue. Car dès l'année suivant sa présentation en haute couture, Yves Saint Laurent le décline pour son prêt-à-porter. Remarqué par Françoise Hardy, il rencontre rapidement le succès.
Devenu pièce d'élégance du vestiaire féminin, même les clientes en haute couture veulent alors « leur » smoking, à la fois signe de pouvoir masculin mais également de féminité, un vêtement symbolique d'influence, « l’emblème absolu d'Yves Saint Laurent » dire plus tard Pierre Bergé. Le succès se fait donc grâce à ce prêt-à-porter vendu par rive gauche. Le grand couturier témoigne : « La rue court plus vite que les salons. Je l'ai constaté il y a cinq ans quand j'ai fait mon premier smoking. En couture : aucun succès. En prêt-à-porter : immense ».
À la suite, de nombreuses personnalités telles que Françoise Hardy souvent, Mireille Darc, Hanae Mori, la muse Betty Catroux qui porte le smoking  à même la peau ainsi que Loulou de la Falaise, Bianca Jagger, Liza Minnelli, Lauren Bacall, le mannequin britannique Penelope Tree, Susan Train du Vogue français, et bien sûr Catherine Deneuve, deviennent rapidement les ambassadrices du smoking.
Malgré tout, lorsque Françoise Hardy arbore le smoking de Saint Laurent à l'opéra, elle se fait huer, mais elle fait sensation en le portant pour la cérémonie de Thanksgiving de Macy's. En 1968, la socialite Nan Kempner, « la plus chic du monde » selon Saint Laurent, se voit refuser l'entrée d'un restaurant à cause du pantalon de smoking qu'elle porte — qu'elle retire pour ne garder que la tunique,,,,,.
Yves Saint Laurent, et d'autres après lui, revisitent le concept en créant le smoking short ou la robe smoking, par exemple. Le Monde le décrit comme emblème des années 1960 : « Avec ce vêtement emprunté aux hommes, le couturier fait entrer le pantalon dans la garde-robe féminine du soir ».
Pour le dernier défilé haute couture en présence du couturier, Casta et Deneuve entourent Yves Saint Laurent : ils sont tous trois en smoking, ; le couturier aura ravivé une dizaine de fois et jusqu'à 200 déclinaisons ce vêtement emblématique au sein de ses collections et précise que « l'idée d'une femme en costume d'homme n'a cessé de grandir, de s'approfondir, de s'imposer comme la marque même d'une femme d'aujourd'hui. Je pense que, s'il fallait représenter la femme des années 1970 un jour dans le temps, c'est une femme en pantalon qui s'imposerait […] » Le couturier, dépassant les tendances, a imposé ce vêtement comme un élément permanent de la garde-robe féminine.